# Home (Dotan)
Home is een single van Dotan. Het is afkomstig van zijn studioalbum Seven layers.

## Ontvangst
In tegenstelling tot de eerste single van het album Fall verkocht deze single direct goed. Waar Fall twee maal uitgebracht moest worden, was het succes bij Home vrijwel direct. Home was ook een succes in België, zowel in Vlaanderen als in Wallonië.
Dotan in Het Parool van 19 december 2014 naar aanleiding van zijn hoge notering in de Top 2000:

"Het succes was voor iedereen een verrassing. Het platenlabel vond het te afwijkend en eigenlijk met vier minuten te lang voor een radiohit". Ook de artiest was verbaasd met het succes. Tijdens de introductie van het album Seven Layers in Amsterdam voelde de zanger een onverwachte sfeer in de zaal ontstaan bij dit nummer. Andere instanties pikten het op; het werd gedraaid als muziek bij het Wereldkampioenschap voetbal 2014, bij tv-beelden van de MH17-ramp, song van het jaar bij 3voor12 en de verkopen benaderen de 100.000 stuks (3x platina).

## Hitnotering

### NederlandseSingle Top 100
| Hitnotering (week 1 t/m 62): 03-05-2014 t/m 04-07-2014 Hitnotering (week 63): 18-07-2015 Hitnotering (week 64): 01-08-2015 | Hitnotering (week 1 t/m 62): 03-05-2014 t/m 04-07-2014 Hitnotering (week 63): 18-07-2015 Hitnotering (week 64): 01-08-2015 | Hitnotering (week 1 t/m 62): 03-05-2014 t/m 04-07-2014 Hitnotering (week 63): 18-07-2015 Hitnotering (week 64): 01-08-2015 | Hitnotering (week 1 t/m 62): 03-05-2014 t/m 04-07-2014 Hitnotering (week 63): 18-07-2015 Hitnotering (week 64): 01-08-2015 | Hitnotering (week 1 t/m 62): 03-05-2014 t/m 04-07-2014 Hitnotering (week 63): 18-07-2015 Hitnotering (week 64): 01-08-2015 | Hitnotering (week 1 t/m 62): 03-05-2014 t/m 04-07-2014 Hitnotering (week 63): 18-07-2015 Hitnotering (week 64): 01-08-2015 | Hitnotering (week 1 t/m 62): 03-05-2014 t/m 04-07-2014 Hitnotering (week 63): 18-07-2015 Hitnotering (week 64): 01-08-2015 | Hitnotering (week 1 t/m 62): 03-05-2014 t/m 04-07-2014 Hitnotering (week 63): 18-07-2015 Hitnotering (week 64): 01-08-2015 | Hitnotering (week 1 t/m 62): 03-05-2014 t/m 04-07-2014 Hitnotering (week 63): 18-07-2015 Hitnotering (week 64): 01-08-2015 | Hitnotering (week 1 t/m 62): 03-05-2014 t/m 04-07-2014 Hitnotering (week 63): 18-07-2015 Hitnotering (week 64): 01-08-2015 | Hitnotering (week 1 t/m 62): 03-05-2014 t/m 04-07-2014 Hitnotering (week 63): 18-07-2015 Hitnotering (week 64): 01-08-2015 | Hitnotering (week 1 t/m 62): 03-05-2014 t/m 04-07-2014 Hitnotering (week 63): 18-07-2015 Hitnotering (week 64): 01-08-2015 | Hitnotering (week 1 t/m 62): 03-05-2014 t/m 04-07-2014 Hitnotering (week 63): 18-07-2015 Hitnotering (week 64): 01-08-2015 | Hitnotering (week 1 t/m 62): 03-05-2014 t/m 04-07-2014 Hitnotering (week 63): 18-07-2015 Hitnotering (week 64): 01-08-2015 | Hitnotering (week 1 t/m 62): 03-05-2014 t/m 04-07-2014 Hitnotering (week 63): 18-07-2015 Hitnotering (week 64): 01-08-2015 | Hitnotering (week 1 t/m 62): 03-05-2014 t/m 04-07-2014 Hitnotering (week 63): 18-07-2015 Hitnotering (week 64): 01-08-2015 | Hitnotering (week 1 t/m 62): 03-05-2014 t/m 04-07-2014 Hitnotering (week 63): 18-07-2015 Hitnotering (week 64): 01-08-2015 | Hitnotering (week 1 t/m 62): 03-05-2014 t/m 04-07-2014 Hitnotering (week 63): 18-07-2015 Hitnotering (week 64): 01-08-2015 |
| Week: | 1 | 2 | 3 | 4 | 5 | 6 | 7 | 8 | 9 | 10 | 11 | 12 | 13 | 14 | 15 | 16 | 17 |
| --- | --- | --- | --- | --- | --- | --- | --- | --- | --- | --- | --- | --- | --- | --- | --- | --- | --- |
| Positie: | 41 | 42 | 45 | 38 | 22 | 13 | 4 | 3 | 3 | 5 | 4 | 4 | 4 | 3 | 5 | 7 | 9 |
| Week: | 18 | 19 | 20 | 21 | 22 | 23 | 24 | 25 | 26 | 27 | 28 | 29 | 30 | 31 | 32 | 33 | 34 |
| Positie: | 6 | 5 | 8 | 10 | 13 | 15 | 20 | 23 | 25 | 31 | 36 | 38 | 44 | 42 | 42 | 49 | 55 |
| Week: | 35 | 36 | 37 | 38 | 39 | 40 | 41 | 42 | 43 | 44 | 45 | 46 | 47 | 48 | 49 | 50 | 51 |
| Positie: | 47 | 33 | 36 | 45 | 52 | 57 | 63 | 70 | 68 | 50 | 46 | 56 | 63 | 68 | 69 | 61 | 64 |
| Week: | 52 | 53 | 54 | 55 | 56 | 57 | 58 | 59 | 60 | 61 | 62 | | 63 | | 64 | | |
| Positie: | 71 | 69 | 69 | 81 | 82 | 75 | 79 | 86 | 77 | 84 | 92 | uit | 98 | uit | 100 | uit | |

### Nederlandse Top 40
| Hitnotering: 24-05-2014 t/m 08-11-2014 | Hitnotering: 24-05-2014 t/m 08-11-2014 | Hitnotering: 24-05-2014 t/m 08-11-2014 | Hitnotering: 24-05-2014 t/m 08-11-2014 | Hitnotering: 24-05-2014 t/m 08-11-2014 | Hitnotering: 24-05-2014 t/m 08-11-2014 | Hitnotering: 24-05-2014 t/m 08-11-2014 | Hitnotering: 24-05-2014 t/m 08-11-2014 | Hitnotering: 24-05-2014 t/m 08-11-2014 | Hitnotering: 24-05-2014 t/m 08-11-2014 | Hitnotering: 24-05-2014 t/m 08-11-2014 | Hitnotering: 24-05-2014 t/m 08-11-2014 | Hitnotering: 24-05-2014 t/m 08-11-2014 | Hitnotering: 24-05-2014 t/m 08-11-2014 |
| Week:                                  | 1                                      | 2                                      | 3                                      | 4                                      | 5                                      | 6                                      | 7                                      | 8                                      | 9                                      | 10                                     | 11                                     | 12                                     | 13                                     |
| -------------------------------------- | -------------------------------------- | -------------------------------------- | -------------------------------------- | -------------------------------------- | -------------------------------------- | -------------------------------------- | -------------------------------------- | -------------------------------------- | -------------------------------------- | -------------------------------------- | -------------------------------------- | -------------------------------------- | -------------------------------------- |
| Positie:                               | 36                                     | 32                                     | 30                                     | 19                                     | 8                                      | 4                                      | 4                                      | 2                                      | 2                                      | 2                                      | 2                                      | 3                                      | 5                                      |
| Week:                                  | 14                                     | 15                                     | 16                                     | 17                                     | 18                                     | 19                                     | 20                                     | 21                                     | 22                                     | 23                                     | 24                                     | 25                                     |                                        |
| Positie:                               | 5                                      | 7                                      | 9                                      | 9                                      | 11                                     | 13                                     | 17                                     | 21                                     | 27                                     | 30                                     | 34                                     | 34                                     | uit                                    |

### NederlandseMega Top 50
| Hitnotering: 03-05-2014 t/m 13-12-2014 | Hitnotering: 03-05-2014 t/m 13-12-2014 | Hitnotering: 03-05-2014 t/m 13-12-2014 | Hitnotering: 03-05-2014 t/m 13-12-2014 | Hitnotering: 03-05-2014 t/m 13-12-2014 | Hitnotering: 03-05-2014 t/m 13-12-2014 | Hitnotering: 03-05-2014 t/m 13-12-2014 | Hitnotering: 03-05-2014 t/m 13-12-2014 | Hitnotering: 03-05-2014 t/m 13-12-2014 | Hitnotering: 03-05-2014 t/m 13-12-2014 | Hitnotering: 03-05-2014 t/m 13-12-2014 | Hitnotering: 03-05-2014 t/m 13-12-2014 | Hitnotering: 03-05-2014 t/m 13-12-2014 | Hitnotering: 03-05-2014 t/m 13-12-2014 | Hitnotering: 03-05-2014 t/m 13-12-2014 | Hitnotering: 03-05-2014 t/m 13-12-2014 | Hitnotering: 03-05-2014 t/m 13-12-2014 | Hitnotering: 03-05-2014 t/m 13-12-2014 |
| Week:                                  | 1                                      | 2                                      | 3                                      | 4                                      | 5                                      | 6                                      | 7                                      | 8                                      | 9                                      | 10                                     | 11                                     | 12                                     | 13                                     | 14                                     | 15                                     | 16                                     | 17                                     |
| -------------------------------------- | -------------------------------------- | -------------------------------------- | -------------------------------------- | -------------------------------------- | -------------------------------------- | -------------------------------------- | -------------------------------------- | -------------------------------------- | -------------------------------------- | -------------------------------------- | -------------------------------------- | -------------------------------------- | -------------------------------------- | -------------------------------------- | -------------------------------------- | -------------------------------------- | -------------------------------------- |
| Positie:                               | 34                                     | 24                                     | 32                                     | 25                                     | 20                                     | 8                                      | 5                                      | 1                                      | 1                                      | 1                                      | 1                                      | 3                                      | 3                                      | 3                                      | 3                                      | 5                                      | 6                                      |
| Week:                                  | 18                                     | 19                                     | 20                                     | 21                                     | 22                                     | 23                                     | 24                                     | 25                                     | 26                                     | 27                                     | 28                                     | 29                                     | 30                                     | 31                                     | 32                                     | 33                                     |                                        |
| Positie:                               | 5                                      | 5                                      | 6                                      | 10                                     | 12                                     | 13                                     | 16                                     | 21                                     | 31                                     | 36                                     | 38                                     | 39                                     | 44                                     | 45                                     | 49                                     | 50                                     | uit                                    |

### BelgischeVRT Top 30
| Hitnotering: 12-7-2014 t/m 17-02-2015 | Hitnotering: 12-7-2014 t/m 17-02-2015 | Hitnotering: 12-7-2014 t/m 17-02-2015 | Hitnotering: 12-7-2014 t/m 17-02-2015 | Hitnotering: 12-7-2014 t/m 17-02-2015 | Hitnotering: 12-7-2014 t/m 17-02-2015 | Hitnotering: 12-7-2014 t/m 17-02-2015 | Hitnotering: 12-7-2014 t/m 17-02-2015 | Hitnotering: 12-7-2014 t/m 17-02-2015 | Hitnotering: 12-7-2014 t/m 17-02-2015 | Hitnotering: 12-7-2014 t/m 17-02-2015 | Hitnotering: 12-7-2014 t/m 17-02-2015 | Hitnotering: 12-7-2014 t/m 17-02-2015 | Hitnotering: 12-7-2014 t/m 17-02-2015 | Hitnotering: 12-7-2014 t/m 17-02-2015 |
| Week:                                 | 1                                     | 2                                     | 3                                     | 4                                     | 5                                     | 6                                     | 7                                     | 8                                     | 9                                     | 10                                    | 11                                    | 12                                    | 13                                    | 14                                    |
| ------------------------------------- | ------------------------------------- | ------------------------------------- | ------------------------------------- | ------------------------------------- | ------------------------------------- | ------------------------------------- | ------------------------------------- | ------------------------------------- | ------------------------------------- | ------------------------------------- | ------------------------------------- | ------------------------------------- | ------------------------------------- | ------------------------------------- |
| Positie:                              | 25                                    | 23                                    | 20                                    | 14                                    | 2                                     | 1                                     | 1                                     | 1                                     | 2                                     | 2                                     | 2                                     | 2                                     | 2                                     | 2                                     |
| Week:                                 | 15                                    | 16                                    | 17                                    | 18                                    | 19                                    | 20                                    | 21                                    | 22                                    | 23                                    | 24                                    | 25                                    | 26                                    |                                       |                                       |
| Positie:                              | 5                                     | 3                                     | 4                                     | 5                                     | 8                                     | 8                                     | 10                                    | 17                                    | 17                                    | 20                                    | 22                                    | 30                                    | uit                                   |                                       |

### VlaamseUltratop 50
In de Waalse Ultratop 50 haalde het een zesde plaats.
| Hitnotering (week 1 t/m 31): 21-07-2014 t/m 07-02-2015 Hitnotering (week 32): 21-02-2015 Hitnotering (week 33 t/m 34): 18-04-2015 t/m 25-04-2015 | Hitnotering (week 1 t/m 31): 21-07-2014 t/m 07-02-2015 Hitnotering (week 32): 21-02-2015 Hitnotering (week 33 t/m 34): 18-04-2015 t/m 25-04-2015 | Hitnotering (week 1 t/m 31): 21-07-2014 t/m 07-02-2015 Hitnotering (week 32): 21-02-2015 Hitnotering (week 33 t/m 34): 18-04-2015 t/m 25-04-2015 | Hitnotering (week 1 t/m 31): 21-07-2014 t/m 07-02-2015 Hitnotering (week 32): 21-02-2015 Hitnotering (week 33 t/m 34): 18-04-2015 t/m 25-04-2015 | Hitnotering (week 1 t/m 31): 21-07-2014 t/m 07-02-2015 Hitnotering (week 32): 21-02-2015 Hitnotering (week 33 t/m 34): 18-04-2015 t/m 25-04-2015 | Hitnotering (week 1 t/m 31): 21-07-2014 t/m 07-02-2015 Hitnotering (week 32): 21-02-2015 Hitnotering (week 33 t/m 34): 18-04-2015 t/m 25-04-2015 | Hitnotering (week 1 t/m 31): 21-07-2014 t/m 07-02-2015 Hitnotering (week 32): 21-02-2015 Hitnotering (week 33 t/m 34): 18-04-2015 t/m 25-04-2015 | Hitnotering (week 1 t/m 31): 21-07-2014 t/m 07-02-2015 Hitnotering (week 32): 21-02-2015 Hitnotering (week 33 t/m 34): 18-04-2015 t/m 25-04-2015 | Hitnotering (week 1 t/m 31): 21-07-2014 t/m 07-02-2015 Hitnotering (week 32): 21-02-2015 Hitnotering (week 33 t/m 34): 18-04-2015 t/m 25-04-2015 | Hitnotering (week 1 t/m 31): 21-07-2014 t/m 07-02-2015 Hitnotering (week 32): 21-02-2015 Hitnotering (week 33 t/m 34): 18-04-2015 t/m 25-04-2015 | Hitnotering (week 1 t/m 31): 21-07-2014 t/m 07-02-2015 Hitnotering (week 32): 21-02-2015 Hitnotering (week 33 t/m 34): 18-04-2015 t/m 25-04-2015 | Hitnotering (week 1 t/m 31): 21-07-2014 t/m 07-02-2015 Hitnotering (week 32): 21-02-2015 Hitnotering (week 33 t/m 34): 18-04-2015 t/m 25-04-2015 | Hitnotering (week 1 t/m 31): 21-07-2014 t/m 07-02-2015 Hitnotering (week 32): 21-02-2015 Hitnotering (week 33 t/m 34): 18-04-2015 t/m 25-04-2015 | Hitnotering (week 1 t/m 31): 21-07-2014 t/m 07-02-2015 Hitnotering (week 32): 21-02-2015 Hitnotering (week 33 t/m 34): 18-04-2015 t/m 25-04-2015 | Hitnotering (week 1 t/m 31): 21-07-2014 t/m 07-02-2015 Hitnotering (week 32): 21-02-2015 Hitnotering (week 33 t/m 34): 18-04-2015 t/m 25-04-2015 | Hitnotering (week 1 t/m 31): 21-07-2014 t/m 07-02-2015 Hitnotering (week 32): 21-02-2015 Hitnotering (week 33 t/m 34): 18-04-2015 t/m 25-04-2015 | Hitnotering (week 1 t/m 31): 21-07-2014 t/m 07-02-2015 Hitnotering (week 32): 21-02-2015 Hitnotering (week 33 t/m 34): 18-04-2015 t/m 25-04-2015 | Hitnotering (week 1 t/m 31): 21-07-2014 t/m 07-02-2015 Hitnotering (week 32): 21-02-2015 Hitnotering (week 33 t/m 34): 18-04-2015 t/m 25-04-2015 | Hitnotering (week 1 t/m 31): 21-07-2014 t/m 07-02-2015 Hitnotering (week 32): 21-02-2015 Hitnotering (week 33 t/m 34): 18-04-2015 t/m 25-04-2015 | Hitnotering (week 1 t/m 31): 21-07-2014 t/m 07-02-2015 Hitnotering (week 32): 21-02-2015 Hitnotering (week 33 t/m 34): 18-04-2015 t/m 25-04-2015 |
| Week: | 1 | 2 | 3 | 4 | 5 | 6 | 7 | 8 | 9 | 10 | 11 | 12 | 13 | 14 | 15 | 16 | 17 | 18 | 19 |
| --- | --- | --- | --- | --- | --- | --- | --- | --- | --- | --- | --- | --- | --- | --- | --- | --- | --- | --- | --- |
| Positie: | 43 | 18 | 5 | 5 | 2 | 3 | 1 | 1 | 1 | 2 | 2 | 2 | 3 | 3 | 3 | 3 | 3 | 4 | 5 |
| Week: | 20 | 21 | 22 | 23 | 24 | 25 | 26 | 27 | 28 | 29 | 30 | 31 | | 32 | | 33 | 34 | | |
| Positie: | 8 | 8 | 10 | 17 | 17 | 16 | 7 | 10 | 21 | 31 | 37 | 43 | uit | 40 | uit | 47 | 50 | uit | |

### NPO Radio 2 Top 2000
| Nummer met noteringen in de NPO Radio 2 Top 2000 | '14 | '15 | '16 | '17 | '18 | '19 | '20  | '21  | '22  | '23  | '24 |
| ------------------------------------------------ | --- | --- | --- | --- | --- | --- | ---- | ---- | ---- | ---- | --- |
| Home                                             | 82  | 32  | 82  | 205 | 796 | 973 | 1110 | 1436 | 1637 | 1618 | 901 |

1. ↑  Een vetgedrukt getal geeft de hoogste notering aan.
2. ↑  2014 was het eerste jaar met een notering voor dit nummer.